# تغییرات کازانووا
تغییرات کازانووا (به انگلیسی: Casanova Variations) فیلمی محصول سال ۲۰۱۳ و به کارگردانی مایکل استومینگر است. در این فیلم بازیگرانی همچون جان مالکوویچ، ورونیکا فرس، میاه پرسون، لولا نایمارک، تریسی-آن اوبرمن، ماریا ژائو باستوس، باربارا هانیگان، فنی اردان و یوناس کائوفمان ایفای نقش کرده‌اند.
این فیلم بر اساس زندگی‌نامه جاکومو کازانووا ساخته شده‌است.